# Raymond Stevens
Pour les articles homonymes, voir Ray Stevens et Stevens.
Raymond Stevens (né le 26 juillet 1963) est un judoka britannique. Il commence le judo à l'âge de dix et obtient sa ceinture noire à l'âge de seize ans. Il participe aux Jeux olympiques d'été de 1992 dans la catégorie des poids mi-lourds et décroche la médaille d'argent, s'inclinant en finale face au hongrois Antal Kovacs.

## Palmarès

### Jeux olympiques
- Jeux olympiques de 1992 à Barcelone,  Espagne
  -  Médaille d'argent